# The Night Hawk
The Night Hawk er en amerikansk stumfilm fra 1924 instrueret af Stuart Paton.

## Medvirkende
- Harry Carey
- Claire Adams som Clia Milton
- Joseph W. Girard som Milton
- Fred Malatesta som José Valdez
- Nick De Ruiz som Manuel Valdez
- Lee Shumway
- Oleda Parrish
- William Elmer